# Verrua Savoia
Verrua Savoia (piemonti nyelven Avrùa, franciául: Verrue) egy olasz község a Piemont régióban, Torino megyében. Torino megye legkeletibb települése, és az egyetlen, amely három másik megyével (Vercelli, Asti, Alessandria) határos.